# Annona macroprophyllata
Annona macroprophyllata är en kirimojaväxtart som beskrevs av John Donnell Smith.
Annona macroprophyllata ingår i släktet annonor och familjen kirimojaväxter. Inga underarter finns listade i Catalogue of Life.

## Bildgalleri

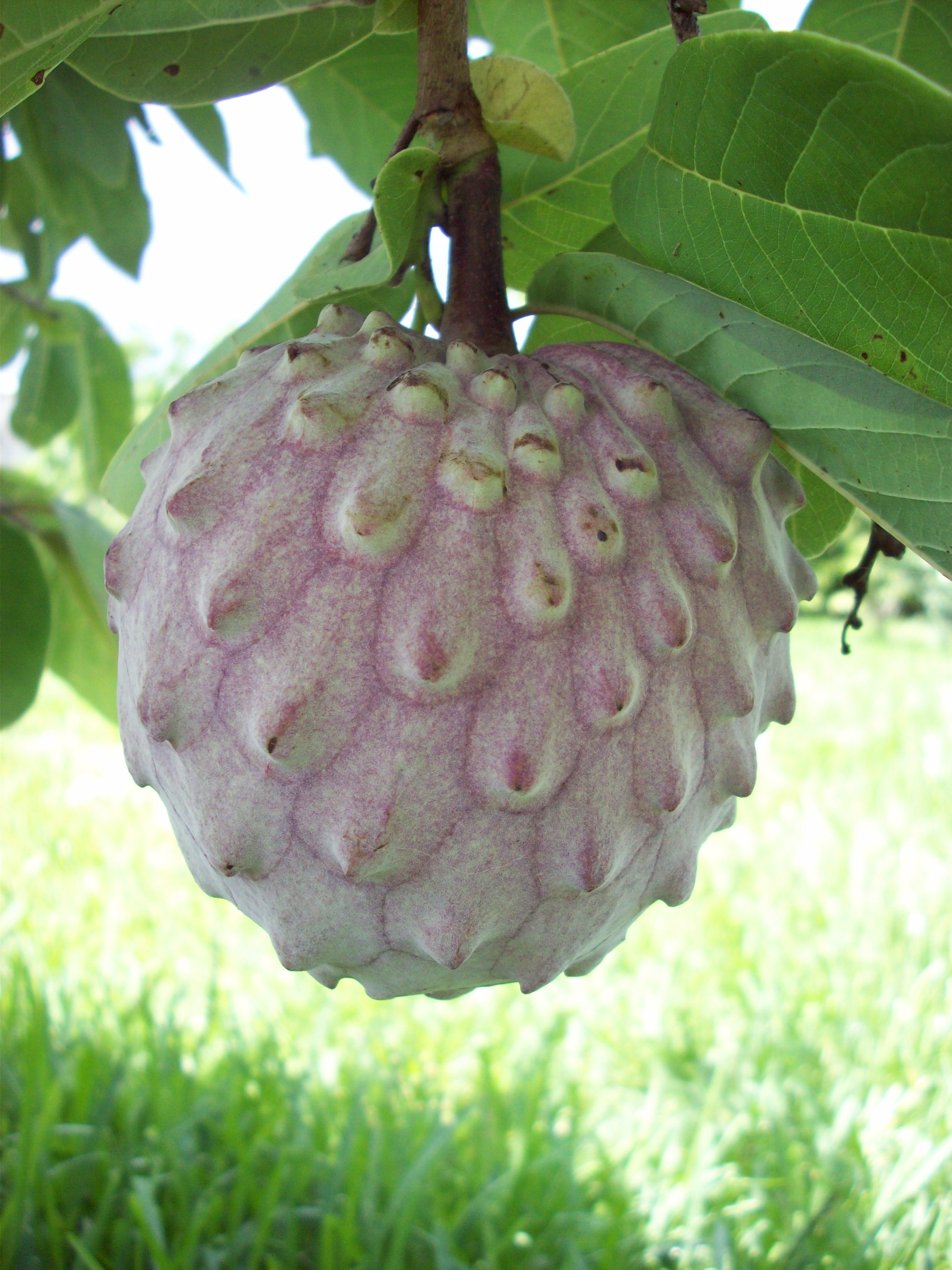